# Aethecerus tatoi
Aethecerus tatoi là một loài tò vò trong họ Ichneumonidae.